# Rubus aboriginum
Rubus aboriginum är en rosväxtart som beskrevs av Per Axel Rydberg. Rubus aboriginum ingår i släktet rubusar, och familjen rosväxter. Inga underarter finns listade i Catalogue of Life.